# Теорема Прохорова
Теорема Прохорова связывает равномерную плотность мер с относительной компактностью (и, следовательно, слабой сходимостью) в пространстве вероятностных мер.
Названа в честь Юрия Васильевича Прохорова, который рассматривал вероятностные меры на полных сепарабельных метрических пространствах. 
Термин теорема Прохорова также применим к вариациям и обобщениям этой теоремы.

## Формулировка
Пусть {\displaystyle S} — сепарабельное метрическое пространство.
Обозначим через {\displaystyle {\mathcal {P}}(S)} пространство всех вероятностных мер, определенных на борелевской сигма-алгебре {\displaystyle S}.
Тогда
1. Множество {\displaystyle K\subset {\mathcal {P}}(S)} вероятностных мер равномерно плотно тогда и только тогда, когда замыкание {\displaystyle K} секвенциально компактно в пространстве, {\displaystyle {\mathcal {P}}(S)} оснащенном топологией слабой сходимости.
2. Пространство {\displaystyle {\mathcal {P}}(S)} с топологией слабой сходимости метризуемо.
3. Предположим дополнительно, что {\displaystyle (S,\rho )} полное (иначе говоря, {\displaystyle S} — польское пространство). Тогда существует полная метрика {\displaystyle d} на {\displaystyle {\mathcal {P}}(S)}, задающая топологию слабой сходимости. Более того, подмножество {\displaystyle K\subset S} равномерно плотно тогда и только тогда, когда замыкание  {\displaystyle K} в {\displaystyle ({\mathcal {P}}(S),d)} компактно.